# Кириленко Ольга Павлівна
Ольга Павлівна Кириленко (нар. 27 січня 1956, Тернопіль) — український вчений-економіст. Доктор економічних наук (2002), професор (2004).

## Життєпис
Ольга Павлівна Кириленко народилася 27 січня 1956 року в місті Тернополі.
Закінчила Тернопільський фінансово-економічний інститут (1977, нині Західноукраїнський національний університет). Студенткою була обрана депутатом Тернопільської міської ради.
Працювала економістом, науково-дослідного сектору цього ж інституту.
Від 1986 — викладач, доцент кафедри фінансів, від 1994 — доцент, від 2002 — завідувач кафедри фінансів суб'єктів господарювання ТНЕУ, з 2007 р. - завідувач кафедри фінансів, у 2015 р. кафедра перейменована у кафедру фінансів ім. С.І. Юрія.

## Доробок
Досліджує проблеми державних та місцевих фінансів, місцеві бюджети, між-бюджетні відносини та місцеве оподаткування. Автор понад 180 наукових праць, 1 монографії та 14 навчальних посібників.

## Нагороди
- грамота Управління освіти і науки Тернопільської ОДА (2002),
- подяки міського голови м. Тернополя (2009),
- Почесна грамота Кабінету Міністрів України (2006),
- грамоти Міністерства освіти і науки, молоді та спорту України (2009; 2010; 2011; 2016),
- лауреат Всеукраїнської премії імені Сергія Подолинського (2004).
- заслужений діяч науки і техніки України (2017).